# Krögelstein

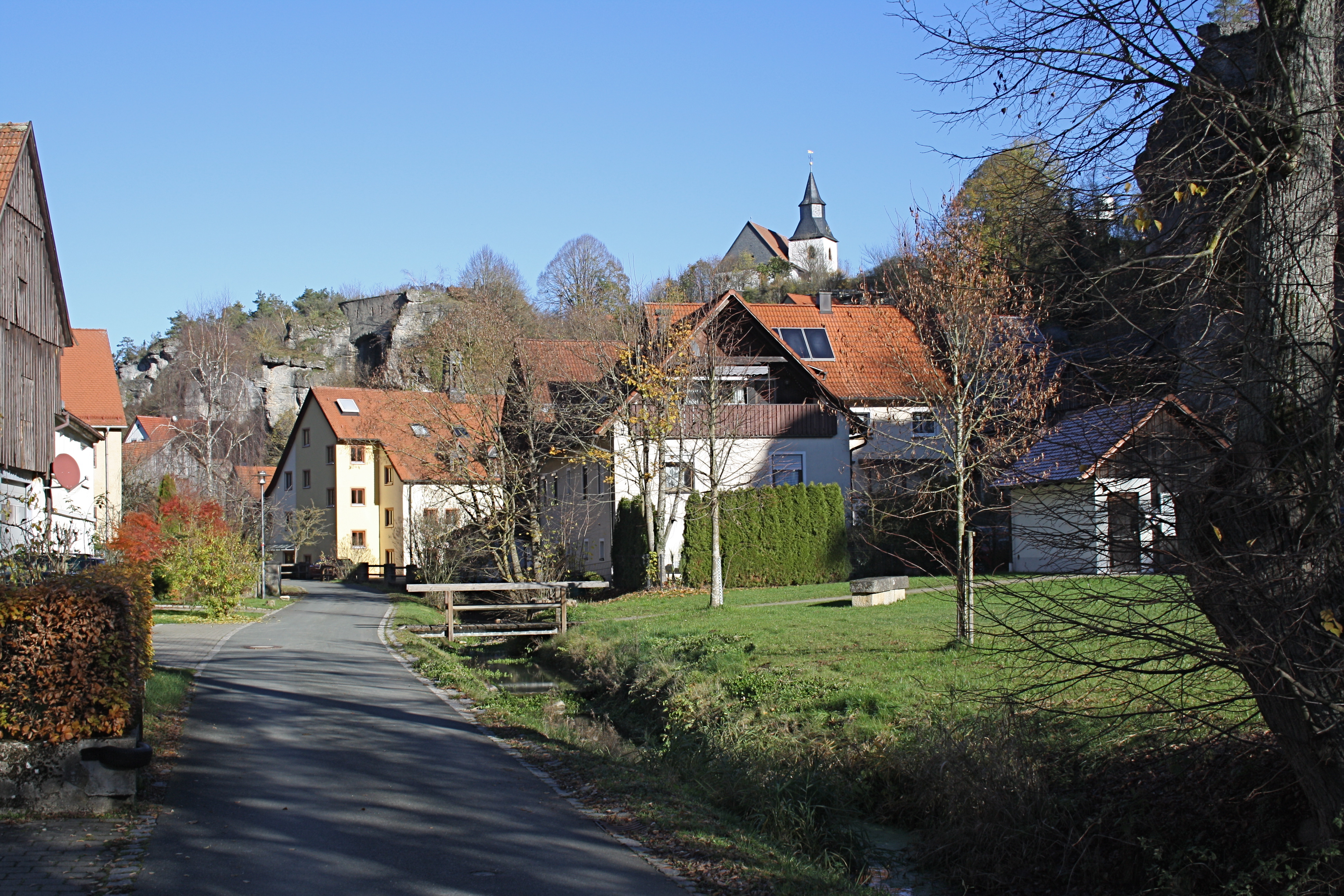
Ortsmitte im Tal des Kaiserbachs

Krögelstein ist ein Gemeindeteil der Stadt Hollfeld im Landkreis Bayreuth (Oberfranken, Bayern). Die Gemarkung Krögelstein hat eine Fläche von 7,224 km². Sie ist in 1048 Flurstücke aufgeteilt, die eine durchschnittliche Flurstücksfläche von 6893,31 m² haben. In ihr liegt neben dem namensgebenden Ort der Gemeindeteil Schnackenwöhr.

## Geografie
Das Pfarrdorf Krögelstein liegt am oberen Lauf des Kaiserbachs, der zum Einzugsgebiet der Wiesent gehört und im nördlichen Teil der Fränkischen Schweiz entspringt. Das Dorf ist von dem gut sechs Kilometer entfernten Hollfeld aus über die Staatsstraße 2191 und dann über den Nachbarort Schnackenwöhr auf der Kreisstraße BT 39 erreichbar.

## Geschichte
Bis zur Gebietsreform in Bayern war Krögelstein der Verwaltungssitz einer gleichnamigen Gemeinde im Landkreis Ebermannstadt, zu der noch das Dorf Schnackenwöhr gehörte. Die mit dem bayerischen Gemeindeedikt von 1818 gebildete Ruralgemeinde hatte 1961 auf einer Gemeindefläche von 721 Hektar insgesamt 429 Einwohner und im Jahr 1970 schließlich 432 Einwohner. Die Gemeinde wurde zum Ende der Gebietsreform am 1. Mai 1978 aufgelöst und Krögelstein sowie Schnackenwöhr wurden Ortsteile der Stadt Hollfeld. 1987 lebten noch 362 Einwohner auf dem Gebiet der früheren Gemeinde Krögelstein.

## Baudenkmäler
Baudenkmäler in Krögelstein sind die evangelische Pfarrkirche, die Burgruine Krögelstein, ein Wohnstallhaus und ein Kriegerdenkmal für die Opfer der beiden Weltkriege.

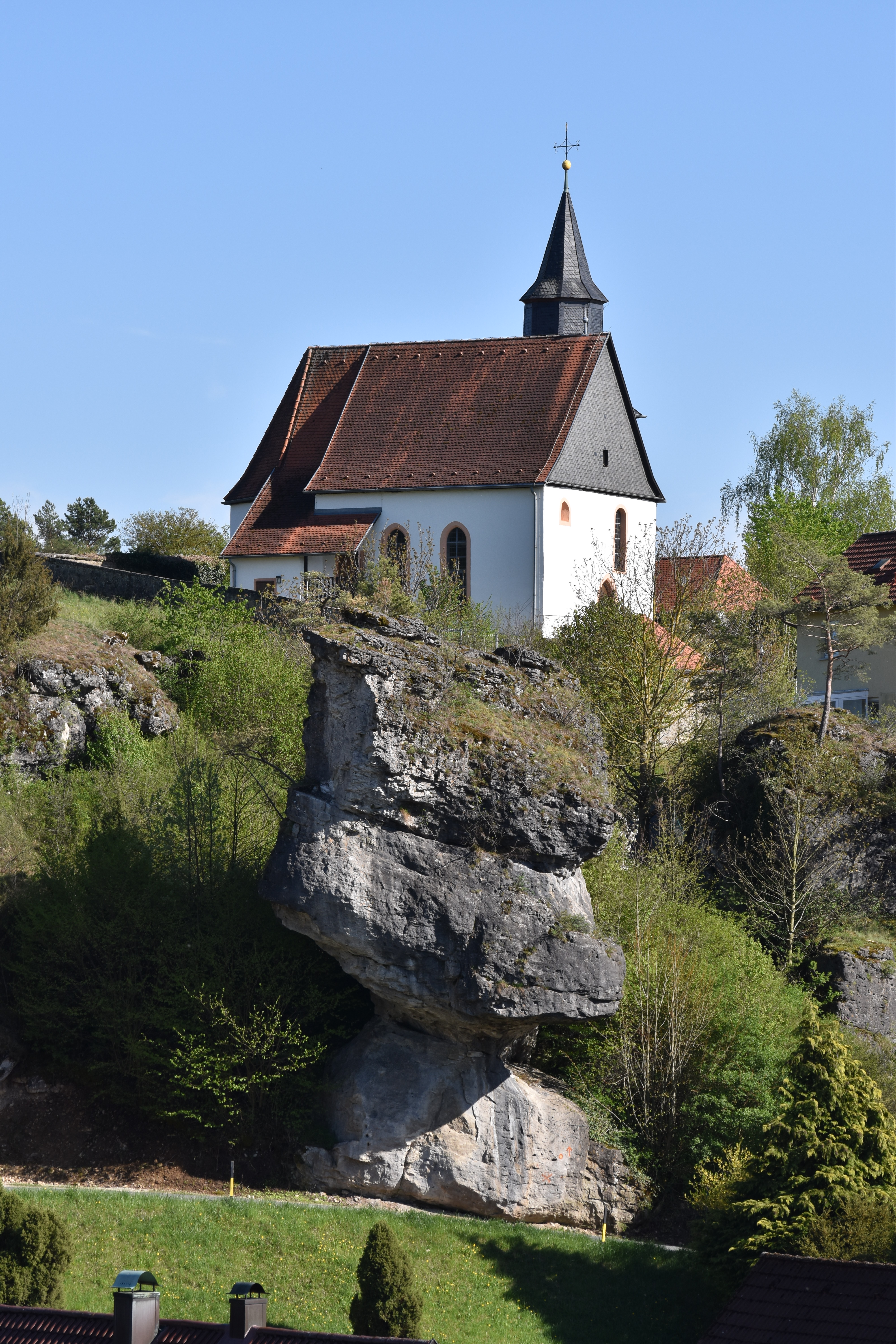
Evangelische Pfarrkirche
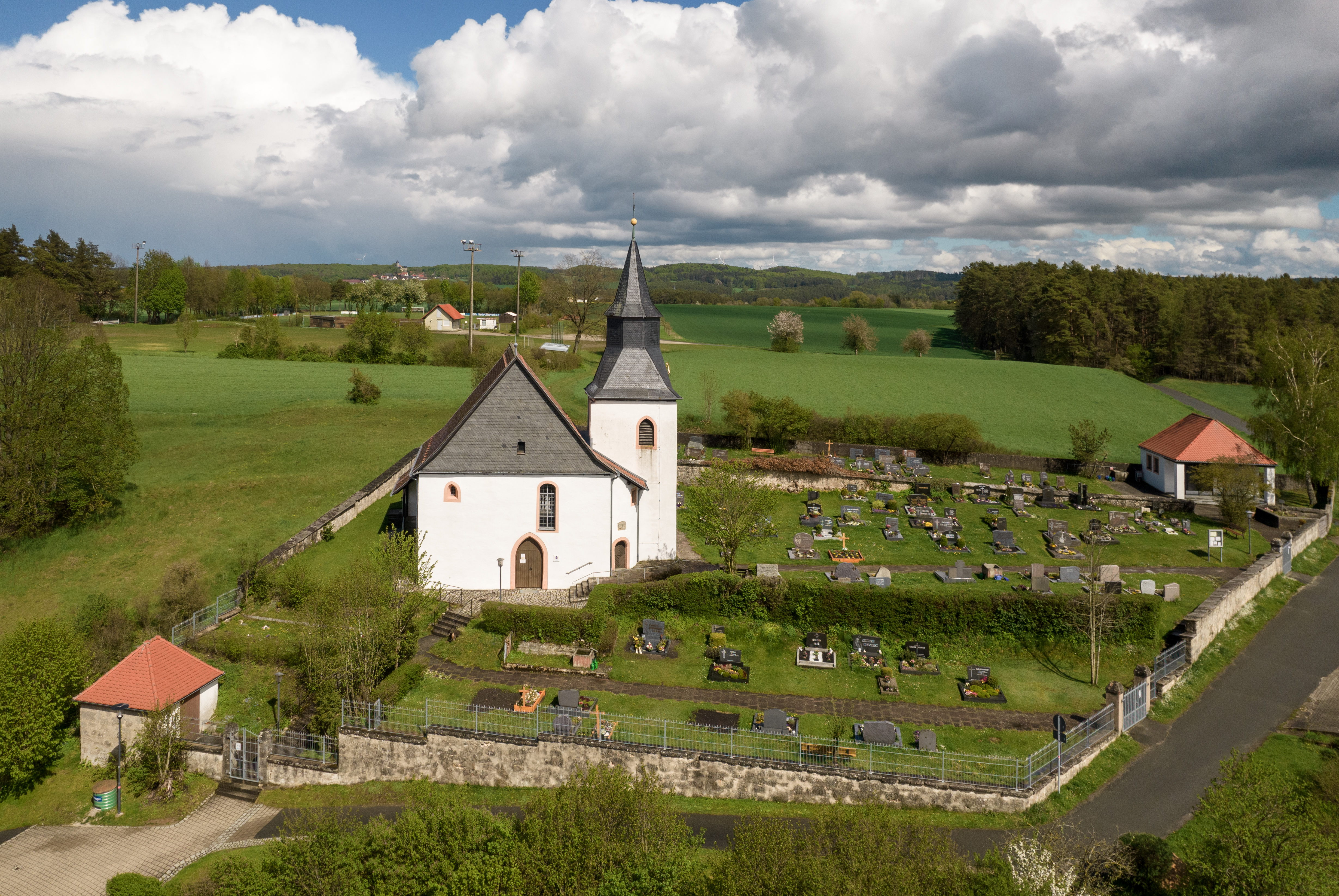
Pfarrkirche und Friedhof
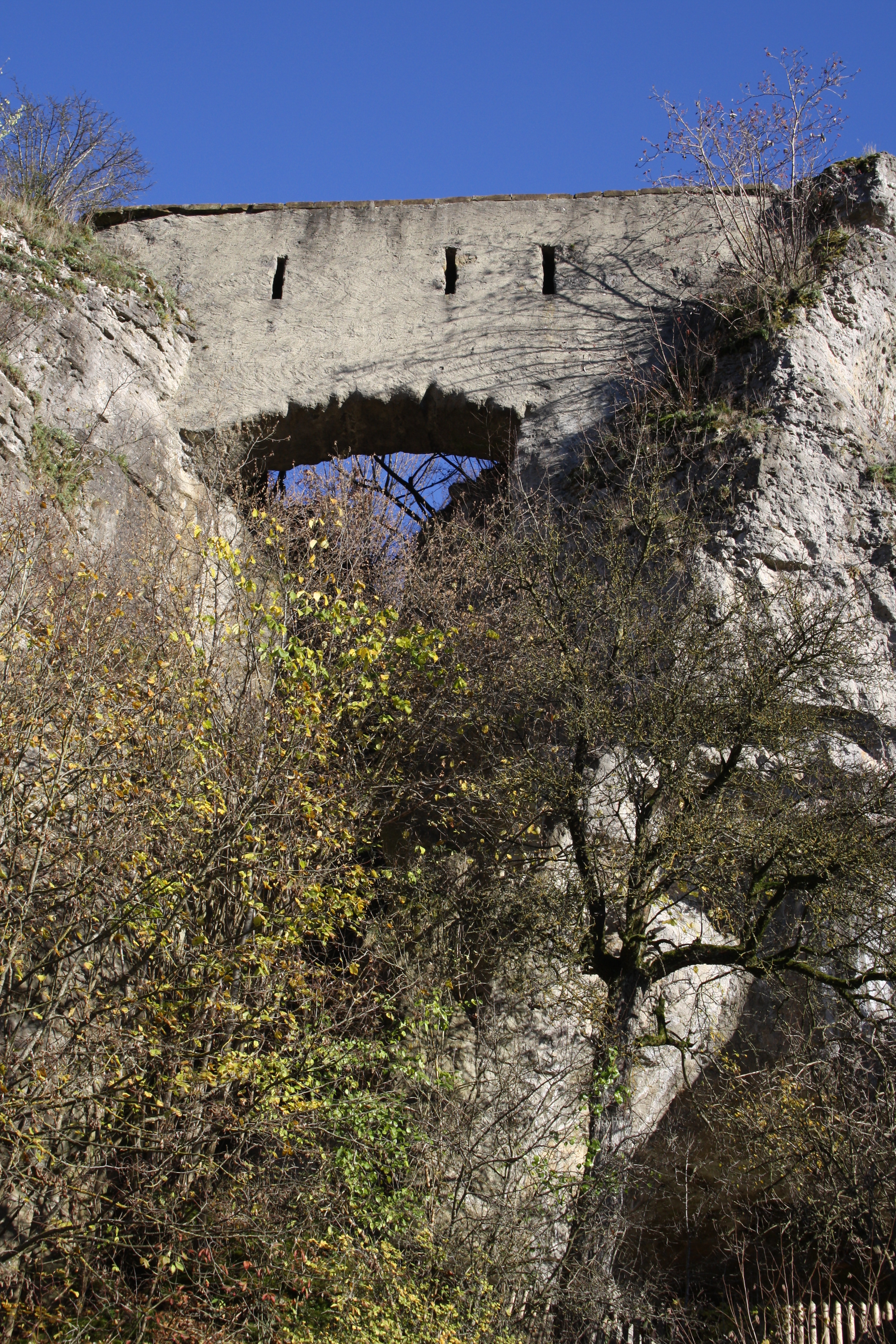
Burgruine Krögelstein